# Gagea reticulata
Gagea reticulata är en liljeväxtart som först beskrevs av Pall., och fick sitt nu gällande namn av Schult. och Julius Hermann Schultes. Gagea reticulata ingår i Vårlökssläktet och i familjen liljeväxter. Inga underarter finns listade.